# Blue Banisters
Blue Banisters é o oitavo álbum de estúdio da cantora e compositora estadunidense Lana Del Rey. Foi lançado em 22 de outubro de 2021 através das gravadoras Polydor e Interscope, sete meses após lançar o seu sétimo álbum Chemtrails over the Country Club. O projeto foi produzido por Del Rey, Zachary Dawes, Loren Humphrey, Mike Dean, Barrie-James O'Neill, Rick Nowels, entre outros.
O álbum foi precedido por quatro singles; a faixa-título, "Text Book" e "Wildflower Wildfire", lançados em 20 de maio e "Arcadia", lançada em 8 de setembro. Comercialmente, Blue Banisters atingiu a primeira posição nos Países Baixos e na Argentina, e estreou dentro do top 40 em diversas tabelas, assim como na oitava posição nos Estados Unidos. No geral, recebeu análises positivas dos críticos de música, com a maioria elogiando a composição introspectiva de Del Rey; e alguns depreciaram seu som monótono e temas familiares.

## Antecedentes
Em 19 de março de 2021, Lana Del Rey lançou seu sétimo álbum de estúdio Chemtrails over the Country Club. Apenas um dia depois, ela anunciou que seu próximo álbum, intitulado Rock Candy Sweet seria lançado em junho. Em 11 de abril de 2021, Del Rey carregou uma pequena prévia com a legenda Blue Banisters em seu Instagram. A prévia mostra uma foto de Del Rey olhando para o céu. Em 28 de abril, ela foi às redes sociais anunciar o álbum, que estava previsto para ser lançado em 4 de julho. Mais tarde, no mesmo dia, Del Rey postou um trailer da faixa-título e seu videoclipe no Instagram com a legenda: "Às vezes a vida te faz mudar bem a tempo do próximo capítulo", e no Twitter com a legenda: "Estou escrevendo minha própria história. E ninguém pode dizer senão eu". A faixa-título, "Text Book" e "Wildflower Wildfire" foram lançadas como singles em 20 de maio de 2021.
Em 3 de julho de 2021, Del Rey revelou a capa do álbum em seu Instagram junto com uma prévia de uma canção, com a legenda, "Álbum sai mais tarde… Single sai em breve. Tenha um bom feriado, beijos". A capa do álbum mostra Del Rey sentada em um alpendre de madeira com seus cachorros Tex e Mex. Em 3 de setembro, a artista fez mais uma publicação em seu Instagram, divulgando o título, a arte da capa e a data de lançamento para o primeiro single oficial do álbum, "Arcadia", previsto para ser lançado em 8 de setembro, pedindo: "Ouçam como vocês ouviram 'Video Games'." Um dia antes do lançamento da canção, Del Rey publicou novamente com uma pequena prévia descrevendo os temas gerais do álbum, mencionando que ela nunca sentiu a necessidade de explicar sua história, "mas se você estiver interessado, este álbum conta - e nada além disso." Em 8 de setembro, a pré-encomenda do álbum foi lançada junto com "Arcadia", revelando que o álbum seria lançado em 22 de outubro de 2021.

## Composição
Musicalmente, Blue Banisters é descrito como um álbum de gêneros folk, pop, jazz, e Americana. Liricamente, foi descrito pela The A.V. Club como o "álbum de términos" da artista, enquanto a Spin o considera não como um álbum de separação, mas sim um "projeto observacional".
Em uma entrevista em março de 2023 para a Rolling Stone UK, Del Rey explicou que Blue Banisters foi criado devido a acusações de apropriação cultural e alegações antigas de que ela romantizava a violência doméstica: "Eu pensava: 'Vou escrever mais um disco que talvez consiga explicar porque eu poderia me identificar com alguns desses conceitos', então Blue Banisters foi um disco explicativo, de defesa. Por isso não o divulguei. Não queria que ouvissem. Queria que estivesse ali, caso alguém precisasse de mais informações".

## Lançamento e promoção
A divulgação de Blue Banisters foi menor em comparação com os projetos anteriores de Del Rey, principalmente devido a cantora ter desativado suas contas de rede social em setembro de 2021.
Em 3 de julho de 2021, Del Rey revelou a arte da capa do álbum, no qual estão presentes seus cachorros Tex e Mex, como mencionado na faixa-título do álbum. A capa faz referência a arte do álbum Poor Man's Paradise (1973) de Tracy Nelson. Em 8 de setembro de 2021, a artista revelou as capas alternativas e a lista de faixas de Blue Banisters no Twitter e Instagram, junto com pré-encomendas digitais e físicas. No mesmo dia, as redes de varejo Target, HMV, e Urban Outfitters revelaram edições exclusivas do disco com arte de capa alternativa, todas fotografadas por Neil Krug.
Blue Banisters foi lançado oficialmente em 22 de outubro de 2021, por intermédio da Interscope e Polydor Records. No mesmo dia, em promoção ao álbum, Del Rey apareceu no late-night talk show estadunidense The Late Show with Stephen Colbert, se apresentando com a canção "Arcadia".

## Análise da crítica
| Críticas profissionais | Críticas profissionais |
| Pontuações agregadas   | Pontuações agregadas   |
| Fonte                  | Avaliação              |
| ---------------------- | ---------------------- |
| AnyDecentMusic?        | 7.4/10                 |
| Metacritic             | 80/100                 |
| Avaliações da crítica  |                        |
| Fonte                  | Avaliação              |
| The A.V. Club          | B+                     |
| Clash                  | 7/10                   |
| The Guardian           | [ 35 ]                 |
| The Independent        | [ 36 ]                 |
| The Line of Best Fit   | 7/10                   |
| NME                    | [ 38 ]                 |
| Pitchfork              | 7.7/10                 |
| Rolling Stone          | [ 40 ]                 |
| Slant                  | [ 41 ]                 |
| Telegraph              | [ 42 ]                 |

Após seu lançamento, Blue Banisters recebeu no geral críticas positivas dos críticos de música. No Metacritic, que atribui uma classificação normalizada de 100 a críticas de publicações populares, o álbum recebeu uma média de 80, com base em 21 análises, o que indica "análises geralmente positivas". Já o agregador AnyDecentMusic? deu nota 7.4 de 10, com base em uma avaliação do consenso crítico.
Tatiana Tenreyo do The A.V. Club afirmou que "[Blue] Banisters é um lembrete de que quando a cantora e compositora está no comando de sua visão e aproveita totalmente suas emoções, ela ainda é capaz de criar uma beleza de tirar o fôlego." Mike Wass da Variety escreveu que o álbum "oferece um raro vislumbre de uma artista garantindo seu legado, uma canção de cada vez." Para o The Independent, Ben Bryant escreveu uma análise positiva, chamando-o de "uma revelação que colore todo o corpo de trabalho do cantor", notando que "é muito mais elíptico e misterioso do que parece à primeira vista." Dando ao álbum quatro de cinco estrelas, Sarah Grant da Rolling Stone comentou que "Seu segundo álbum do ano é denso e abstrato, voltando-se para dentro e encontrando consolo em sua irmã."
Em sua análise para a NME, Rhian Daly chamou o álbum de sútil e elogiou os vocais que a artista entregou, declarando "em seu oitavo disco -um que sutilmente responde aos seus críticos- a voz de Del Rey nunca soou melhor", adicionando que o álbum é "um retorno desafiador e delicado". Luke Ballance da The Line of Best Fit afirmou que Blue Banisters "consegue precisamente o que se propõe: livre de distrações, é uma visão bem-vinda de alguns de seus momentos mais quentes e introspectivos." Escrevendo para o The Guardian, Rachel Aroesti repetiu a nota dada para os trabalhos anteriores da artista, dizendo que o álbum "é tão desconcertante quanto ele é cativante." A revista DIY também deu uma opinião positiva sobre o álbum, o crítico Ben Tipple declarou que o mesmo é "uma coleção de momentos beijados pelo sol e memórias nebulosas, livres de julgamentos e firmemente enraizados no lugar", dando por fim uma nota 80 de 100. Em análises mais mistas, The Guardian e The Observer sentiram que o álbum sofre de "igualdade", qualidade oscilante e temas familiares porém confusos.

### Listas de fim de ano
| Publicação       | Lista                         | Pos. | Ref.   |
| ---------------- | ----------------------------- | ---- | ------ |
| Slant            | Os 50 Melhores Álbuns de 2021 | 3    | [ 46 ] |
| Exclaim!         | 50 Melhores Álbuns de 2021    | 35   | [ 47 ] |
| NME              | Os 50 Melhores Álbuns de 2021 | 17   | [ 48 ] |
| The Sunday Times | 25 Melhores Álbuns de 2021    | 9    | [ 49 ] |

## Desempenho comercial
Blue Banisters estreou na oitava posição na Billboard 200 (EUA) com 33.000 unidades equivalente ao álbum, que consistiu de 19.000 de vendas puras e 14.000 unidades de streaming (calculado a partir de 18,6 milhões de streams sob demanda do álbum). Foi o oitavo álbum consecutivo de Del Rey a chegar ao top 10 nos EUA, e o primeiro a mão atingir o top três desde seu primeiro álbum de estúdio, Lana Del Ray (2010). No entanto, o álbum atingiu a primeira posição na Billboard Top Alternative Albums, tornando-se seu sexto número um consecutivo nessa tabela e seu segundo este ano, depois de Chemtrails over the Country Club atingir o topo em março, estabelecendo um recorde para Del Rey, sendo a artista com o maior número de álbuns número um na tabela desde sua criação.

## Alinhamento das faixas
| N.º            | Título                    | Compositor(es)                                         | Produtor(es)                              | Duração |  |
| 1.             | "Text Book"               | Lana Del Rey Gabe Simon                                | Del Rey Simon Zachary Dawes Dean Reid [a] | 5:04    |  |
| 2.             | "Blue Banisters"          | Del Rey Simon                                          | Del Rey Simon                             | 4:52    |  |
| 3.             | "Arcadia"                 | Del Rey Drew Erickson                                  | Del Rey Erickson                          | 4:24    |  |
| 4.             | "Interlude – The Trio"    | Ennio Morricone                                        | Clayton Johnson [a] Chantry Johnson [a]   | 1:16    |  |
| 5.             | "Black Bathing Suit"      | Del Rey Erickson Dawes                                 | Del Rey Dawes Reid                        | 5:18    |  |
| 6.             | "If You Lie Down with Me" | Del Rey Barrie-James O'Neill Erickson                  | Del Rey Erickson O'Neill [a]              | 4:25    |  |
| 7.             | "Beautiful"               | Del Rey Erickson                                       | Del Rey Erickson                          | 3:36    |  |
| 8.             | "Violets for Roses"       | Del Rey Erickson                                       | Del Rey Erickson                          | 4:15    |  |
| 9.             | "Dealer"                  | Del Rey Loren Humphrey Miles Kane Tyler Parkford Dawes | Del Rey Humphrey Dawes                    | 4:34    |  |
| 10.            | "Thunder"                 | Del Rey Dawes                                          | Del Rey Dawes Reid [a] Kieron Menzies [a] | 4:19    |  |
| 11.            | "Wildflower Wildfire"     | Del Rey Mike Dean Sean Solymar Sage Skolfield          | Del Rey Dean                              | 4:46    |  |
| 12.            | "Nectar of the Gods"      | Del Rey O'Neill                                        | Del Rey O'Neill                           | 4:20    |  |
| 13.            | "Living Legend"           | Del Rey O'Neill                                        | Del Rey O'Neill                           | 4:00    |  |
| 14.            | "Cherry Blossom"          | Del Rey Rick Nowels                                    | Del Rey O'Neill Nowels                    | 3:18    |  |
| 15.            | "Sweet Carolina"          | Del Rey Alana Champion Caroline Grant Robert Grant Jr. | Del Rey Erickson                          | 3:22    |  |
| Duração total: | Duração total:            | Duração total:                                         | Duração total:                            | 61:54   |  |

- ↑[a]  denota produtores adicionais ou produção adicional.
- "Interlude - The Trio" contém amostras de "The Trio", composta por Ennio Morricone para a trilha sonora de The Good, the Bad and the Ugly (1966).
- "Dealer" apresenta vocais não creditados de Miles Kane.

## Créditos
Créditos adaptados do encarte do álbum.
Musicistas
- Lana Del Rey – vocais (todas as faixas), arranjo de cornetas (3, 6), arranjo de cordas (3)
- Gabe Simon – piano (1, 2), guitarra acústica, vocais de apoio, baixo, programação de bateria, guitarra, teclado, percussão, efeitos sonoros, baixo synth (1); órgão (2)
- Melodye Perry – vocais de apoio (1, 10)
- Greg Leisz – guitarra barítono, pedal steel (1)
- Griffin Goldsmith – bateria (1, 5)
- Darren Weiss – bateria (1, 10), percussão (10)
- Jacob Braun – violoncelo (3, 8)
- Drew Erickson – arranjo de cornetas (3, 6), órgão (3), piano (3, 6–8, 15), arranjo de cordas, sintetizador (3, 8); programação de bateria (4, 6), teclado (5), baixo, bateria, mellotron (6); moog bass (6, 8), maestro (8), Rhodes (14, 15)
- Dan Fornero – trompete (3, 6)
- Wayne Bergeron – trompete (3, 6)
- Dan Rosenboom – trompete (3, 6)
- Blake Cooper – trombole (3, 6)
- Zach Dellinger – viola (3, 8)
- Andrew Bulbrook – violino (3, 8)
- Wynton Grant – violino (3, 8)
- Zachary Dawes – baixo (5, 9), baixo synth (5), teclado (9), baixo Höfner, piano (10)
- Dean Reid – programação de bateria (5), guitarra acústica (6, 10)
- Benji Lysaght – guitarra elétrica (5, 10)
- Cian Riordan – baixo synth (5)
- Loren Humphrey – bateria (6, 9, 10), percussão (10)
- Tyler Parkford – teclado (9)
- Miles Kane – vocais (9)
- Evan Weiss – guitarra acústica, guitarra elétrica (10)
- Lisa Stone – vocais de apoio (10)
- Táta Vega – vocais de apoio (10)
- Owen Pallett – arranjo de cordas, viola, violinp (10)
- Mike Dean – teclado (11)
- Barrie-James O'Neill – guitarra (12, 13), piano (12–14)
- Rick Nowels – piano (14)
- Robert Grant Jr. – piano (15)

Técnica
- Adam Ayan – engenheiro de masterização (1–10, 12–15)
- MIke Dean – engenheiro de masterização, mixagem (11)
- Dean Reid – mixagem (1, 3–8, 10, 15), engenheiro (1, 4–8, 10, 15)
- Gabe Simon – mixagem  (2), engenheiro (1, 2)
- Drew Erickson – mixagem (3, 6–8, 15)
- Michael Harris – mixagem (3–8, 15), engenheiro (4–8, 15)
- Cian Riordan – mixagem (5)
- Jason Wormer – mixagem (9)
- Lana Del Rey – mixagem (12–14), arranjo de gravação (4)
- Barrie-James O'Neill – mixagem (12–14)
- John Congleton – engenheiro (1, 10)
- Jon Sher – engenheiro (1), assistente de engenheiro de gravação (3, 5–8, 15)
- Mai Leisz – eengenheiro (1)
- Loren Humphrey – engenheiro (9)
- Kieron Menzies – engenheiro (10)
- Sage Skolfield – engenheiro, assistente de mixagem (11)
- Sean Solymar – engenheiro, assistente de mixagem (11)
- Ben Fletcher – assistente de engenheiro de gravação (1, 3, 5–8, 15)
- Alex Tomkins – assistente de engenheiro de gravação (1)
- Brian Rajaratnam – assistente de engenheiro de gravação (1)

## Desempenho nas tabelas musicais
| Tabela musical (2021)                   | Melhor posição |
| --------------------------------------- | -------------- |
| Argentina (CAPIF)                       | 1              |
| Alemanha (Offizielle Top 100)           | 6              |
| Austrália (ARIA)                        | 3              |
| Áustria (Ö3 Austria)                    | 8              |
| Bélgica (Ultratop de Flandres)          | 4              |
| Bélgica (Ultratop de Valônia)           | 5              |
| Canadá (Billboard)                      | 10             |
| Chéquia (ČNS IFPI)                      | 34             |
| Croácia (HDU)                           | 21             |
| Dinamarca (Hitlisten)                   | 17             |
| Escócia (Official Charts Company)       | 3              |
| Eslováquia (ČNS IFPI)                   | 30             |
| Espanha (PROMUSICAE)                    | 7              |
| Estados Unidos (Billboard 200)          | 8              |
| Estados Unidos (Top Alternative Albums) | 1              |
| Finlândia (Suomen virallinen lista)     | 13             |
| França (SNEP)                           | 7              |
| Grécia (IFPI Grécia)                    | 66             |
| Holanda (Dutch Charts)                  | 1              |
| Irlanda (IRMA)                          | 4              |
| Islândia (Plötutíðindi)                 | 34             |
| Itália (FIMI)                           | 18             |
| Lituânia (AGATA)                        | 8              |
| Noruega (VG-lista)                      | 16             |
| Nova Zelândia (RMNZ)                    | 8              |
| Países Baixos (Album Top 100)           | 1              |
| Polônia (ZPAV)                          | 4              |
| Portugal (AFP)                          | 3              |
| Reino Unido (Official Charts Company)   | 2              |
| Suécia (Sverigetopplistan)              | 20             |
| Suíça (Schweizer Hitparade)             | 6              |

## Certificações
| Região                                                       | Certificação | Unidades/vendas |
| ------------------------------------------------------------ | ------------ | --------------- |
| Polônia (ZPAV)                                               | Ouro         | 10.000‡         |
| Reino Unido (BPI)                                            | Prata        | 60.000‡         |
| ‡vendas+valores de streaming baseados apenas na certificação |              |                 |

## Histórico de lançamentos
| Região         | Data                   | Formato(s)                            | Grav.                  | Ref.                 |
| -------------- | ---------------------- | ------------------------------------- | ---------------------- | -------------------- |
| Várias         | 22 de outubro de 2021  | Cassete CD download digital streaming | Interscope Polydor     | [ 86 ] [ 87 ] [ 88 ] |
| Várias         | 29 de outubro de 2021  | Disco de vinil                        | Interscope Polydor     | [ 27 ] [ 89 ]        |
| Japão          | 29 de outubro de 2021  | CD                                    | Universal Music Japan  | [ 90 ]               |
| Estados Unidos | 12 de novembro de 2021 | Disco de vinil (exclusivo da Target)  | Interscope             | [ 26 ]               |
| Brasil         | 10 de dezembro de 2021 | CD                                    | Universal Music Brasil | [ 91 ]               |